# Alkuin-Bibel (Bamberg)

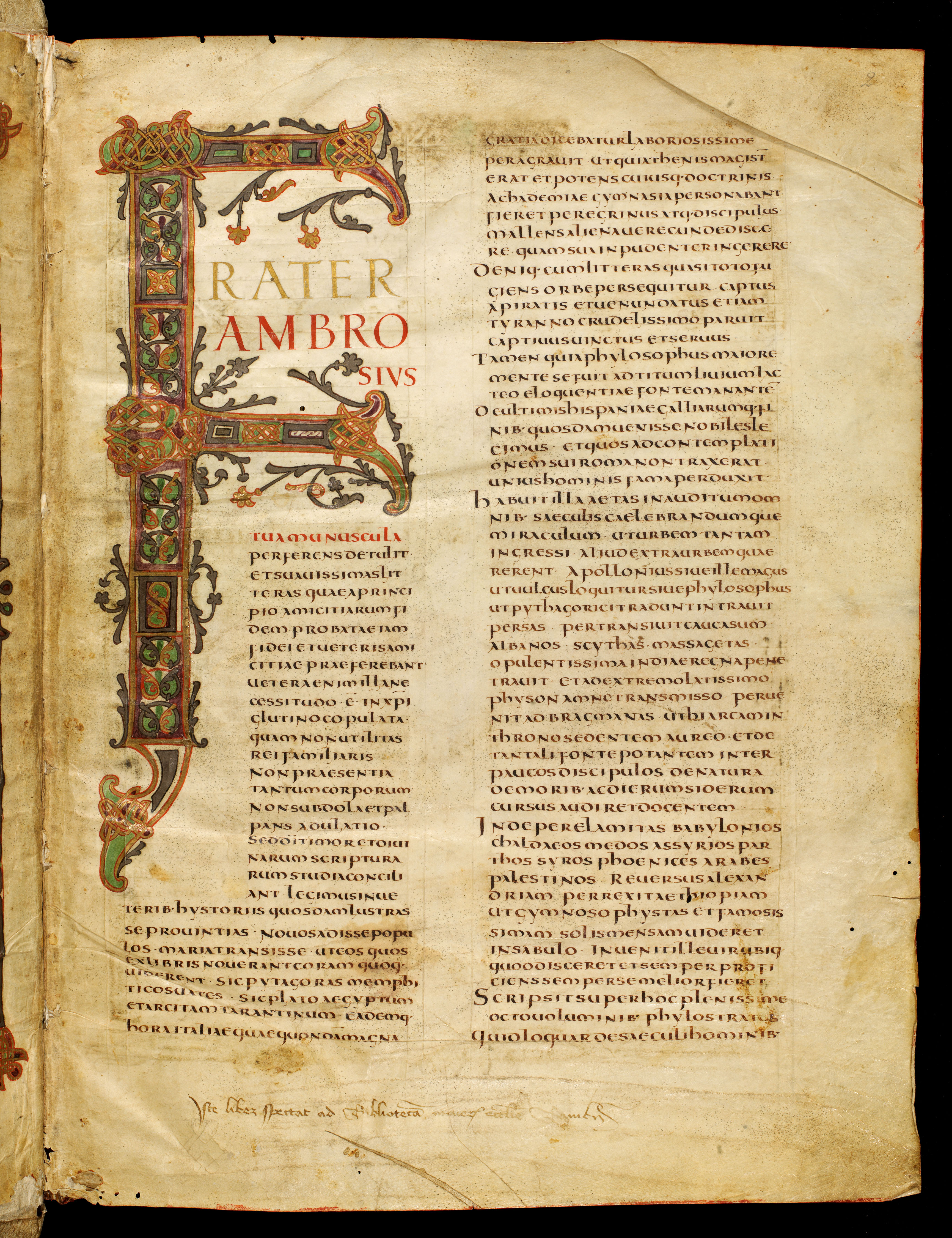
Beginn des Vorwortes des Hieronymus (fol. 2r)

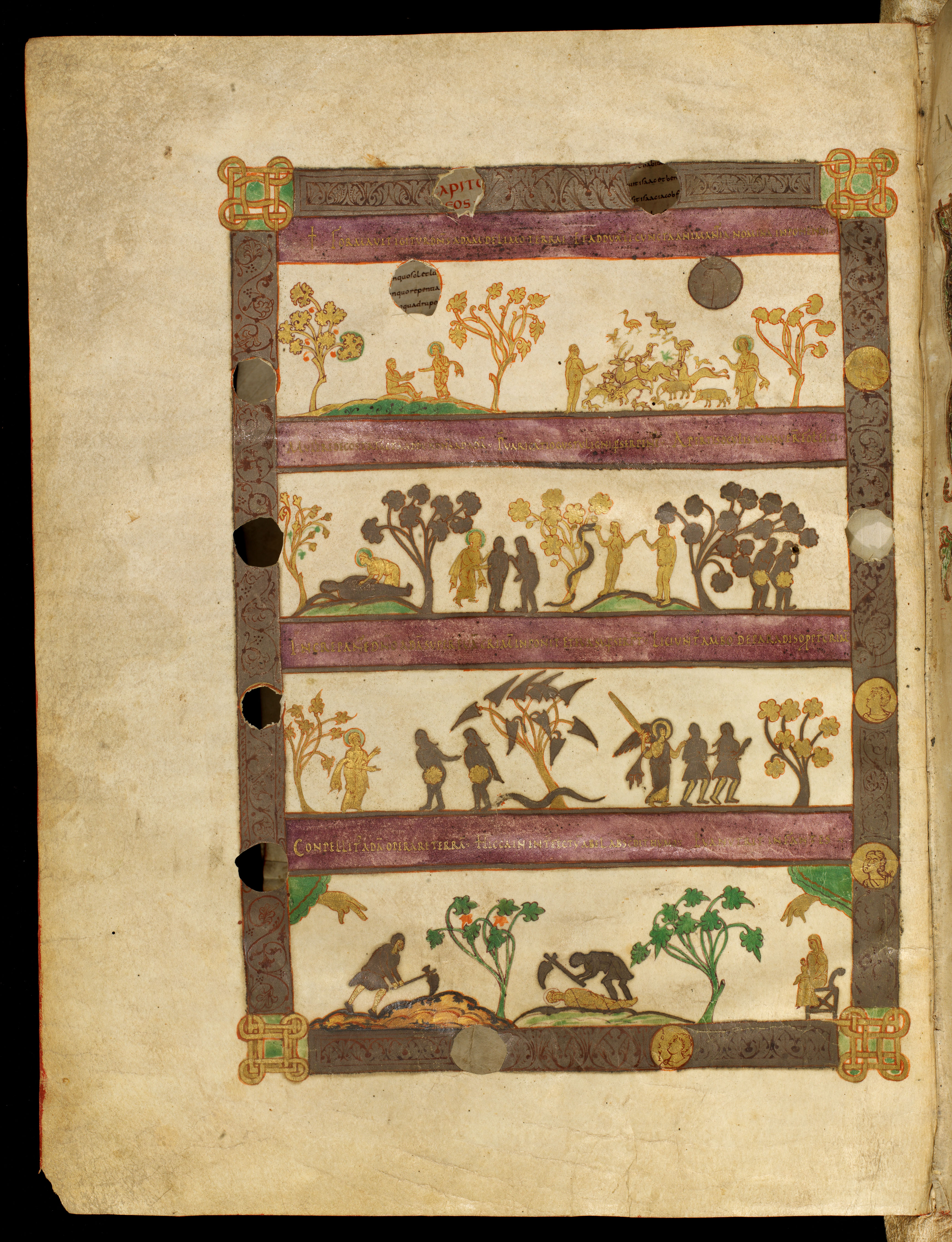
Schöpfung des Menschen und Vertreibung aus dem Paradies (fol. 7v)

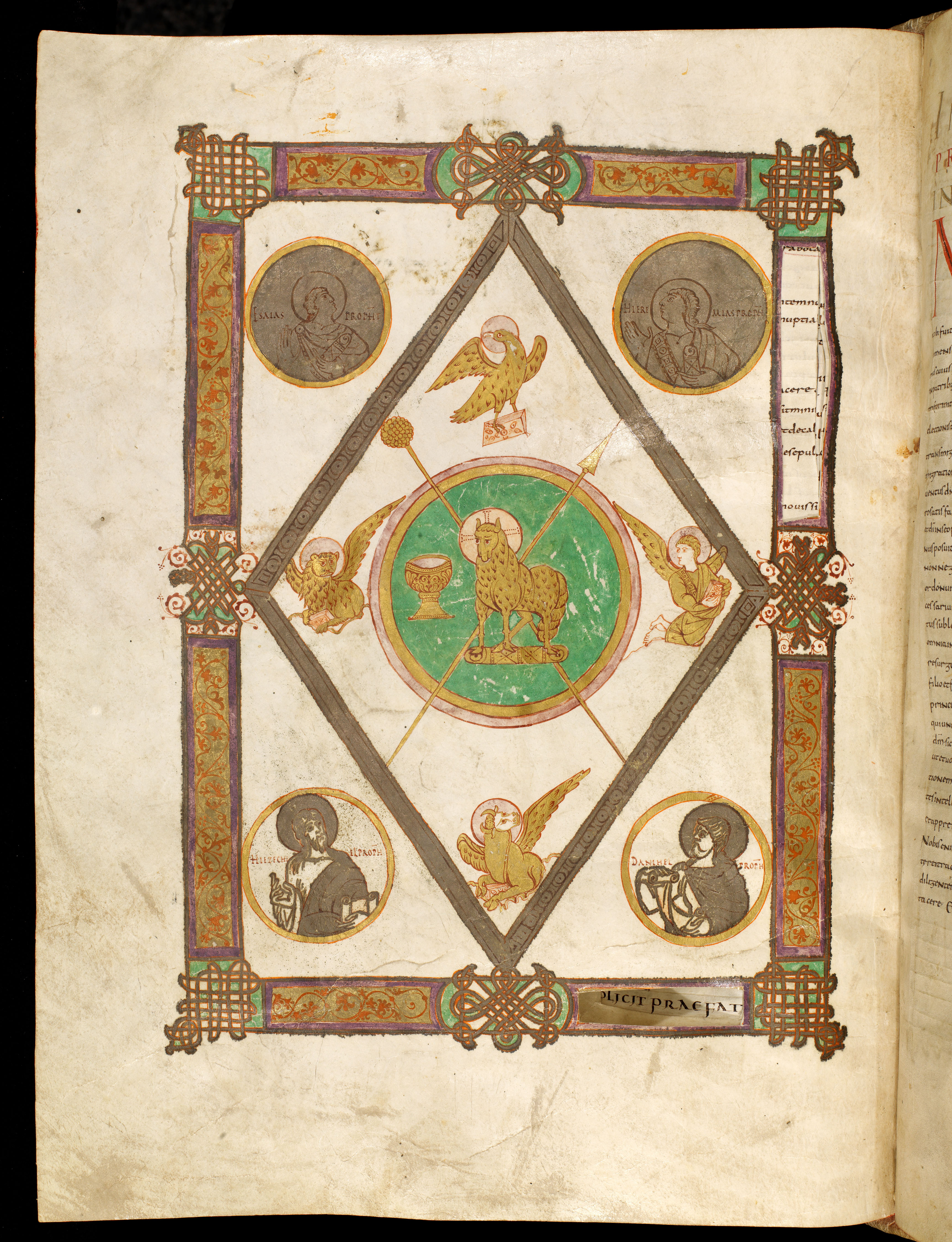
Das Lamm Gottes, die Zeichen der vier Evangelisten, die vier großen Propheten (fol. 339v)

Die Bamberger Alkuin-Bibel ist eine heute in der Staatsbibliothek Bamberg aufbewahrte Abschrift der Alkuin-Bibel. Diese lateinischen Bibeln sind nach dem Gelehrten Alkuin von York benannt und entstanden zwischen 834 und 843 im Kloster Marmoutier bei Tours. Sie enthalten den Text der Vulgata, sind in karolingischer Minuskel geschrieben und mit Illustrationen versehen.
Die Handschrift gelangte im Mittelalter, möglicherweise vermittelt durch Heinrich II., nach Bamberg. Spätestens seit dem 15. Jahrhundert war der Kodex Teil der Dombibliothek Bamberg, wie ein Besitzvermerk belegt. Der Einband stammt aus dem Jahr 1611. Heute wird die Bamberger Alkuin-Bibel in der Staatsbibliothek Bamberg unter der Signatur Msc.Bibl.1 aufbewahrt und gilt als Teil der Kaiser-Heinrich-Bibliothek.
Die Handschrift mit zahlreichen kunstvollen Initialen, vier Kanontafeln sowie zwei (ganzseitigen) Miniaturen enthält 423 Pergamentblätter im Format 47 × 35,5 cm. Sie ist in karolingischer Minuskel – vermutlich von vier verschiedenen Schreibern – geschrieben. Überschriften sind in unterschiedlich farbiger Capitalis gehalten: Buchtitel in Braun, Rot für die Kapitelverzeichnisse, das Explicit in schwarzer Capitalis rustica, das Incipit dagegen jeweils in roter oder schwarzer Capitalis quadrata.
Ganzseitige Miniaturen sind zum einen dem Alten Testament (fol. 7v), zum anderen dem Neuen Testament (fol. 339v) vorangestellt. Das erste Bild zeigt u. a. mit der Erschaffung Adams und Evas, der Benennung der Tiere und dem Sündenfall Schöpfungsszenen mit Beischriften in goldener Capitalis rustica auf Purpurgrund. Das zweite Bild stellt das Lamm Gottes mit Kreuznimbus auf einer verschnürten Schriftrolle der Apokalypse, den eucharistischen Kelch sowie die goldenen gekreuzten Passionswerkzeuge mit Lanze und dem Stab mit dem Essigschwamm als Zeichen der Erlösung dar; ferner die ganzfigurigen, geflügelten und kreuzförmig angeordneten Evangelistensymbole und goldgerahmte Medaillons der vier nimbierten Nevi’im (Propheten) in den Zwickeln; außerdem die Buchrollen tragenden Großen Propheten Jesaja, Jeremia, Ezechiel und Daniel. Diese Miniatur ist in ihrer Komposition insofern ungewöhnlich für die gängige Ikonographie der Zeit, als hier Elemente der Parusie, Passion und Eucharistie mit solchen der Maiestas Domini zu einer gemeinsamen, ganzheitlichen Darstellung des neutestamentlichen Heilsgeschehens verknüpft werden.